# إبوعة (لعنوصر)
إبوعة هو دُوَّار يقع بجماعة العنوصر، إقليم صفرو، جهة فاس مكناس في المملكة المغربية. ينتمي الدوّار لمشيخة لعنوصر التي تضم 9 دواوير. يقدر عدد سكانه بـ 1078 نسمة حسب الإحصاء الرسمي للسكان والسكنى لسنة 2004.

## روابط خارجية
- البوابة الوطنية للجماعات الترابية
- المندوبية السامية للتخطيط